# Alexander Pohlmann
Alexander Pohlmann (ur. 10 września 1865 w Grudziądzu, zm. 5 października 1952 we Fryburgu Bryzgowijskim) – niemiecki polityk, nadburmistrz Katowic.

## Życiorys
Pohlmann studiował prawo we Fryburgu Bryzgowijskim, Wrocławiu, Lipsku i Berlinie. W latach 1896–1898 pracował w urzędzie miasta we Frankfurcie nad Menem a potem do 1903 roku przewodniczył radnym Poznania. Pohlmann należał w czasach Rzeszy Niemieckiej do Freisinnige Volkspartei (Wolnomularska partia narodowa), a w 1918 r. był jednym z założycieli Deutsche Demokratische Partei (Niemiecka Partia Demokratyczna).
W latach 1912–1918 był posłem pruskiego parlamentu, 1919–1920 członkiem Weimarer Nationalversammlung (Weimarskiego Zgromadzenia Narodowego), a w latach 1920–1922 członkiem Reichstagu, utracił jednakże swój mandat w wyniku odłączenia wschodniej części Górnego Śląska od Rzeszy.

### Sprawowane urzędy
W latach 1903–1919 był nadburmistrzem (Oberbürgermeister) Katowic, a w latach 1920–1930 szefem rządu w Saksonii (Rejencja magdeburska).